# یوتاکا آکیتا
یوتاکا آکیتا (به انگلیسی: Yutaka Akita) بازیکن فوتبال اهل ژاپن و عضو تیم ملی فوتبال ژاپن است که در تاریخ ۲۴ اکتبر ۱۹۹۵ میلادی اولین بازی ملی‌اش را انجام داد. او در ۴۴ بازی ملی حضور داشت و آخرین بازی ملی خود را در تاریخ ۸ ژوئن ۲۰۰۳ میلادی انجام داد. یوتاکا آکیتا در بازی‌های ملی‌اش
۴ گل به ثمر رساند.